# Vera de Spinadel
Vera de Spinadel   (Buenos Aires, 22 d'agost de 1929 - Buenos Aires, 26 de gener de 2017), de soltera Vera Marta Winitzky, va ser una matemàtica argentina.

## Vida i Obra
Vera Winitzki va néixer a Buenos Aires i el 1955 es va casar amb l'enginyer i professor universitari Erico Spinadel, nascut a Viena el 1929. Van tenir quatre fills: la arquitecta Laura Spinadel, l'enginyer Pablo Spinadel, la psicòloga Irene Spinadel i la directora artística Andrea Spinadel.
Vera de Spinadel va estudiar matemàtiques a la universitat de Buenos Aires, en la qual es va graduar el 1952 i va obtenir el doctorat el 1958. Des del 1952 fins al 2010 va ser professora a diferents facultats de la universitat de Buenos Aires i, en retirar-se el 2010, va passar a ser professora emèrita de la Facultat d'Arquitectura, Disseny i Urbanisme.
Vera de Spinadel és recordada per haver estat la introductora de la família dels nombres metàl·lics (dels quals, el nombre Àuri és un cas particular) i haver-ne estudiat la seva relació amb els fractals i la teoria del caos i les seves implicacions en el disseny, tan natural com artificial.